# 1979 في ماليزيا
فيما يلي قوائم الأحداث التي وقعت خلال عام 1979 في ماليزيا.

## سياسة

### انتهاء فترة المنصب
- 29 مارس – يحيى البتراء يانغ دي-برتوان أغونغ.

## مواليد

### أبريل
- 5 أبريل – نيشا أيوب نسويّة ماليزية.

### مايو
- 30 مايو – محمد هاردي جعفر لاعب كرة قدم ماليزي.

### سبتمبر
- 29 سبتمبر – هايرودن عمر لاعب كرة قدم ماليزي.

## وفيات

### مارس
- 29 مارس – يحيى البتراء (مواليد 1917)